# Obana plagiostola
Obana plagiostola är en fjärilsart som beskrevs av George Francis Hampson 1896. Obana plagiostola ingår i släktet Obana och familjen nattflyn. Inga underarter finns listade i Catalogue of Life.